# Arbeiter-Feldhandballnationalmannschaft des Völkerbundsmandat für Palästina
Die Arbeiter-Feldhandballnationalmannschaft des Völkerbundsmandat für Palästina vertrat die Arbeiter bei Länderspielen und internationalen Turnieren.

## Arbeiterolympiade
Die Arbeiter-Feldhandballnationalmannschaft des Völkerbundsmandat für Palästina nahm nur einer Arbeiterolympiade teil und gewann dabei möglicherweise die Bronzemedaille.
| Jahr | Austragungsort                     | Teilnahme bis…   | Ergebnis                                    | Medaille         | Bemerkung              |
| ---- | ---------------------------------- | ---------------- | ------------------------------------------- | ---------------- | ---------------------- |
| 1925 | Frankfurt am Main, Deutsches Reich | keine Teilnahme  | keine Teilnahme                             | keine Teilnahme  |                        |
| 1931 | Wien, Österreich                   | keine Teilnahme  | keine Teilnahme                             | keine Teilnahme  |                        |
| 1937 | Antwerpen, Belgien                 | Spiel um Platz 3 | Belgien ?:? Völkerbundsmandat für Palästina | 3. oder 4. Platz | Resultat ist unbekannt |